# Интернационализация и локализация

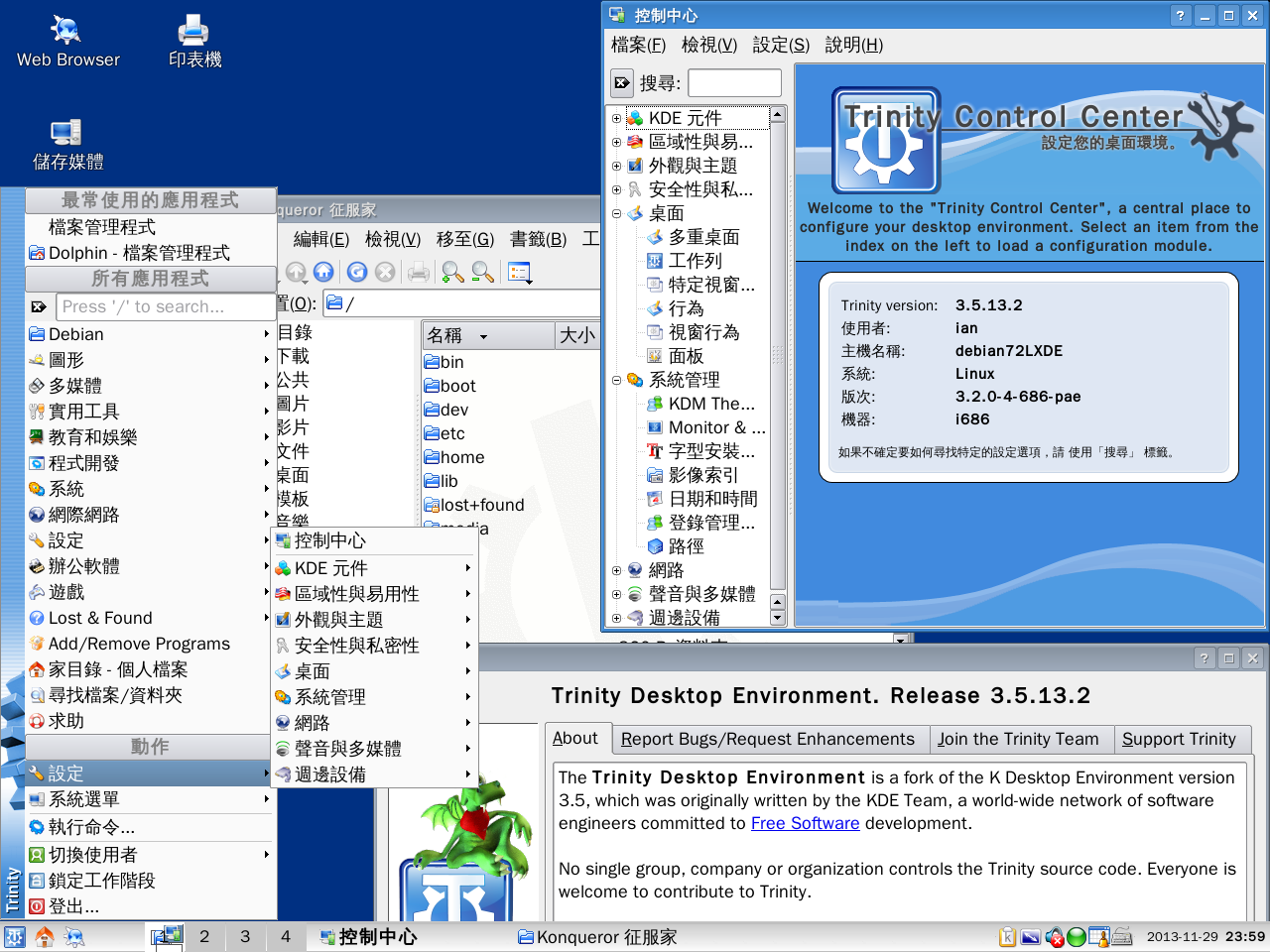
Скриншот программ TDE, в основном локализованных на китайский (традиционный).

В вычислительной технике локализация (часто сокращаемая L10n) — это процесс адаптации программного обеспечения для определённого региона или языка.
Локализация — это не только и не обязательно перевод. Первые шаги по локализации — это сделать, чтобы программа запускалась в локализованной ОС, выполняла свои функции в целевом регионе, имела переведённую документацию и соответствовала его товарным законам, даже если язык интерфейса не изменился. Последние — тонкая подгонка вроде особенностей типографики
С повышением частоты выхода версий, глубины локализации, количества регионов и языков локализация по принципу «сделал и забыл» не годится — хотелось бы переносить результаты локализации из версии в версию, из языка в язык, а то и иметь одну большую многоязычную программу. Для этого механизмы локализации встраивают прямо в программу, в процесс разработки, в скрипты сборки, подключают механизмы локализации из ОС — и создание механизмов, позволяющих при надобности локализовать программу под новый язык или рынок, называют интернационализацией (i18n), реже глобализацией (g11n). Локализация (которая потенциально выполняется несколько раз для разных языков) использует инфраструктуру или гибкость, обеспечиваемую интернационализацией (которая в идеале выполняется только один раз перед локализацией или как неотъемлемая часть текущей разработки).

## Наименование
Термины часто сокращаются до аббревиатур i18n (где 18 означает количество букв между первой буквой i и последней буквой n в слове “internationalization” (англ.), использование было введено DEC в 1970-х или 80-х годах) и L10n для “localization” (англ.), из-за длины слова. Некоторые авторы пишут последнюю аббревиатуру с заглавной буквы, чтобы помочь различению этих двух аббревиатур.
Некоторые компании, такие как IBM и Oracle, используют термин «глобализация»  (“globalization” (англ.), сокращённо g11n), для сочетания локализации и интернационализации. .
Microsoft определяет интернационализацию как комбинацию так называемой «World-Readiness» (буквально переводится «всемирную готовность») и локализации. "World-Readiness" - это задача разработчика, которая позволяет использовать продукт с несколькими скриптами и культурами (глобализация) и разделять ресурсы пользовательского интерфейса в локализуемом формате (“localizability” (англ.), сокращенно L12y).
Hewlett-Packard и HP-UX создали систему под названием «Поддержка национальных языков» (National Language Support, или Native Language Support, или NLS) для создания локализуемого программного обеспечения.

## Сфера действия

Процесс интернационализации и локализации
(на основе диаграммы с сайта LISA)

Согласно «Программному обеспечению без границ», аспекты дизайна, которые следует учитывать при интернационализации продукта, включают «кодирование данных, данные и документацию, создание программного обеспечения, поддержку аппаратных устройств, взаимодействие с пользователем»; в то время как ключевые области проектирования, которые следует учитывать при создании полностью интернационализированного продукта с нуля, - это «взаимодействие с пользователем, разработка алгоритмов и форматы данных, программные услуги, документация.
Перевод обычно является наиболее трудоемким компонентом языковой локализации. Это может включать:
- Для фильмов, видео и аудио - перевод произнесенных слов или музыкальных текстов, часто с использованием дублирования или субтитров.
- Перевод текста для печатных материалов, цифровых носителей (возможно, включая сообщения об ошибках и документацию)
- Возможное изменение изображений и логотипов, содержащих текст, с целью добавления переводов или общих значков[2]
- Различная длина перевода и различия в размерах символов (например, между буквами латинского алфавита и китайскими иероглифами) могут привести к тому, что макеты, которые хорошо работают на одном языке, плохо работают на других[2]
- Учет различий в диалекте, регистре или разновидности[2]
- Правила написания, такие как:
  - Форматирование чисел (особенно десятичный разделитель и группировка цифр)
  - Формат даты и времени, возможно, включая использование разных календарей

## Бизнес-процессы интернационализации программного обеспечения
Чтобы вывести продукт на международный рынок, важно рассмотреть множество рынков, на которые продукт может выйти. Детали, такие как длина поля для почтовых адресов, уникальный формат адреса, возможность сделать поле почтового индекса необязательным для адресации в странах, у которых нет почтовых индексов, или поле штата для стран, у которых нет штатов, а также введение дополнительной графы для регистрации в странах для соблюдения местных законов, - это лишь некоторые из примеров, которые делают интернационализацию сложным проектом. Более широкий подход учитывает культурные факторы, касающиеся, например, адаптации логики бизнес-процесса или включения индивидуальных культурных (поведенческих) аспектов.
Уже в 1990-х годах такие компании, как Bull, широко использовали машинный перевод (Systran) для всей своей переводческой деятельности: переводчики-люди выполняли предварительное редактирование (делая вводимые данные машиночитаемыми) и постредактирование.